# Scaphoideus erythraeous
Scaphoideus erythraeous är en insektsart som beskrevs av Li 1990. Scaphoideus erythraeous ingår i släktet Scaphoideus och familjen dvärgstritar. Inga underarter finns listade i Catalogue of Life.